# Liste der Baudenkmale in Dahlum
In der Liste der Baudenkmale in Dahlum sind die Baudenkmale der niedersächsischen Gemeinde Dahlum und ihrer Ortsteile aufgelistet. Der Stand der Liste ist der 31. Januar 2021. Die Quelle der Baudenkmale ist der Denkmalatlas Niedersachsen.

## Allgemein
In den Spalten befinden sich folgende Informationen:
- Lage: die Adresse des Baudenkmales und die geographischen Koordinaten. Kartenansicht, um Koordinaten zu setzen. In der Kartenansicht sind Baudenkmale ohne Koordinaten mit einem roten Marker dargestellt und können in der Karte gesetzt werden. Baudenkmale ohne Bild sind mit einem blauen Marker gekennzeichnet, Baudenkmale mit Bild mit einem grünen Marker.
- Bezeichnung: Bezeichnung des Baudenkmales
- Beschreibung: die Beschreibung des Baudenkmales. Unter § 3 Abs. 2 NDSchG werden Einzeldenkmale und unter § 3 Abs. 3 NDSchG Gruppen baulicher Anlagen und deren Bestandteile ausgewiesen.
- ID: die Objekt-ID des Baudenkmales
- Bild: ein Bild des Baudenkmales, ggf. zusätzlich mit einem Link zu weiteren Fotos des Baudenkmals im Medienarchiv Wikimedia Commons. Wenn man auf das Kamerasymbol klickt, können Fotos zu Baudenkmalen aus dieser Liste hochgeladen werden:

## Groß Dahlum

### Einzelbaudenkmale
| Lage                                                | Bezeichnung | Beschreibung                  | ID       | Bild |
| --------------------------------------------------- | ----------- | ----------------------------- | -------- | ---- |
| Voigtsdahlumer Straße 52° 8′ 18″ N, 10° 51′ 19″ O   | Kirche      | Kirche St. Marien Groß Dahlum | 34086828 |      |
| Voigtsdahlumer Straße 1 52° 8′ 18″ N, 10° 51′ 16″ O | Wohnhaus    |                               | 34086854 | BW   |
| Voigtsdahlumer Straße 52° 8′ 15″ N, 10° 51′ 20″ O   | Scheune     | ehem. Rittergut Groß Dahlum   | 34086806 | BW   |

## Klein Dahlum

### Gruppe: Kirchhof Klein Dahlum
Die Gruppe „Kirchhof Klein Dahlum“ hat die ID 33966531.

| Lage                                   | Bezeichnung | Beschreibung | ID       | Bild |
| -------------------------------------- | ----------- | ------------ | -------- | ---- |
| Ringstraße 52° 7′ 29″ N, 10° 50′ 42″ O | Kirche      |              | 34086879 | BW   |
| Ringstraße 52° 7′ 29″ N, 10° 50′ 43″ O | Kirchhof    |              | 34086903 | BW   |